# Fanči
Fanči je  žensko osebno ime.

## Izvor imena
Ime Fanči je različica ženskega osebnega imena Frančiška.

## Pogostost imena
Po podatkih Statističnega urada Republike Slovenije je bilo na dan 31. decembra 2007 v Sloveniji število ženskih oseb z imenom Fanči: 13.